# 蓋拉里鄉

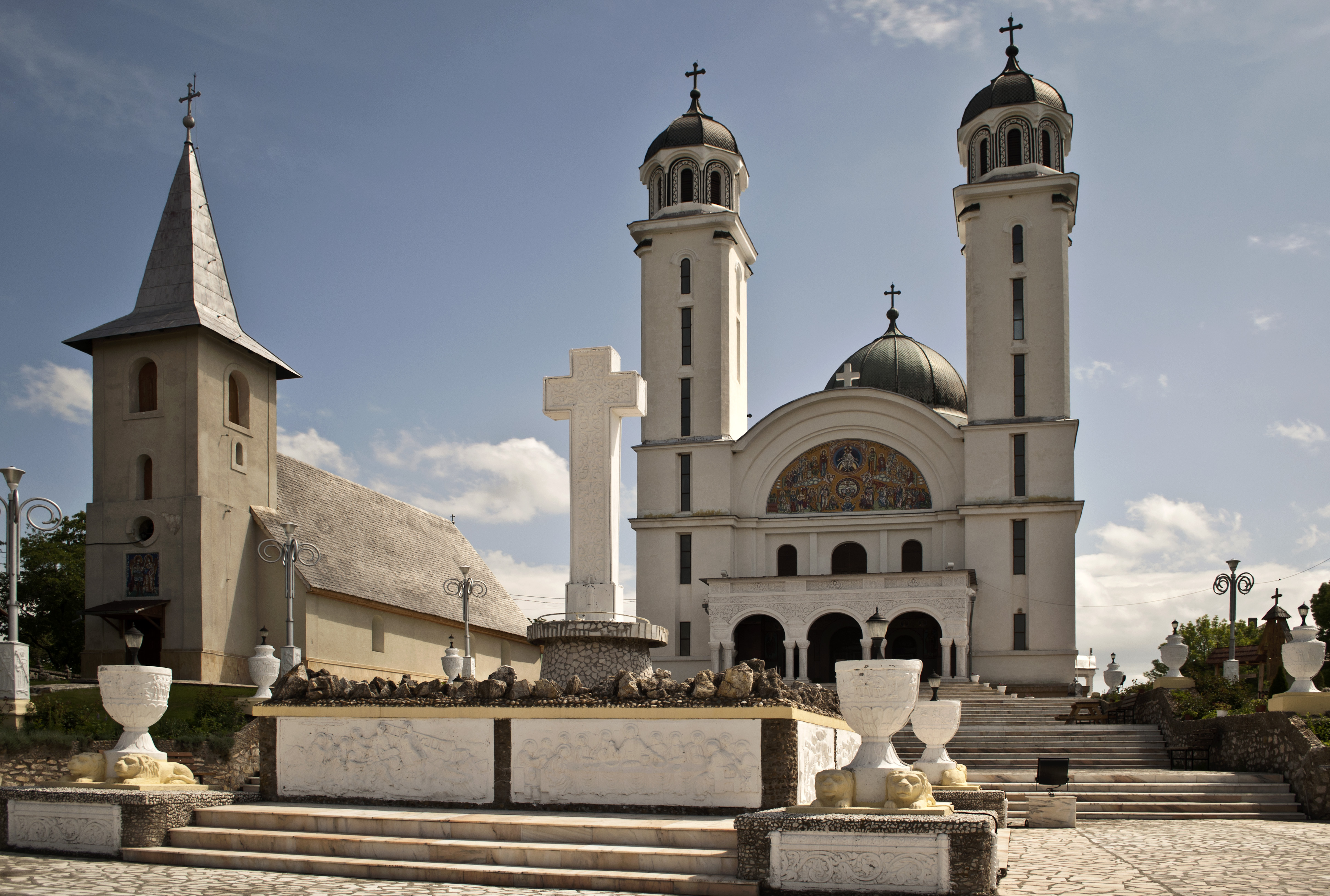

45°43′N 22°47′E / 45.717°N 22.783°E
蓋拉里鄉（羅馬尼亞語：Comuna Ghelari, Hunedoara），是羅馬尼亞的鄉份，位於該國西部，由胡內多阿拉縣負責管轄，面積47平方公里，海拔高度651米，2007年人口2,218，人口密度每平方公里47人。